# Phnom Penh
Phnom Penh (khm. ភ្នំពេញ, trl. Phnum Pénh) – stolica Kambodży położona w południowo-zachodniej części kraju, przy ujściu rzeki Tonle Sap do Mekongu. 1,5 mln mieszkańców (2012).
Główny ośrodek przemysłowy i naukowo-kulturowy kraju. Zakłady przemysłu spożywczego (łuszczarnie ryżu, browary, cukrownie, olejarnie, przetwórnie ryb, przemysł tytoniowy), drzewnego, włókienniczego, metalowego i elektromaszynowego (budowa łodzi, montaż ciągników, przemysł samochodowy). Liczne rzemiosło artystyczne (wyroby ze srebra i kości słoniowej).
Duży port rzeczny dostępny dla małych statków morskich. Międzynarodowy port lotniczy w (Pochentong). Węzeł drogowy, stacja kolejowa Phnom Penh na trasie Ho Chi Minh – Bangkok. Połączenie linią kolejową i drogą samochodową z głównym portem morskim Preăh Sihanŭk.
Działają tu trzy uniwersytety (założone w 1954, 1960 i 2003) oraz politechnika.

## Historia
- ok. 1370 – założenie, jako Chadomyk
- 1432–1528 i od 1866 – stolica Kambodży
- 1876–1945 ośrodek administracji francuskiej w Kambodży
- 1975–1978 poważnie zniszczone i wyludnione w okresie rządów Czerwonych Khmerów

## Atrakcje turystyczne
- Pałac Królewski (1869–1919)
- Srebrna Pagoda – zbudowana w 1902, przebudowana w 1962 (wtedy powstała podłoga wykładana srebrnymi płytkami), w której znajdują się m.in. złoty posąg Buddy naturalnej wielkości, wykonany na polecenie króla Norodoma po przetopieniu jego trumny, oraz figurka Szmaragdowego Buddy z XVII wieku
- Phnom Daun Penh z Wat Phnom
- Wat Ounalom – zbudowane w 1443, gdzie przechowywany jest włos z brwi Buddy
- Muzeum Narodowe – zbudowane w 1919, z bogatą kolekcją sztuki Khmerów (m.in. statua Trędowatego Króla z Angkor Thom)
- Muzeum Tuol Sleng
- Pomnik Niepodległości
- pola śmierci
- Central Market (Psah Thmei)
- Old Market (Psah Chas)

## Pochodzenie nazwy
Według legendy w 1370 bogata dama imieniem Yu Penh, która miała pałac nad brzegiem Mekongu, zauważyła w rzece przepływający ogromny pień kukui. Postanowiła go wyłowić i wspólnymi siłami wraz z sąsiadami wyciągnęła ten pień drzewa z rzeki. Okazało się, że w środku znajdują się cztery brązowe statuetki Buddy i jedna kamienna figurka bogini (Prah Noreay). Pani Penh, jak i sąsiedzi, którzy pomagali jej w wyciąganiu pnia z wód Mekongu, potraktowali to zjawisko jako zapowiedź pomyślnych wydarzeń. Umieścili statuetki Buddy i bogini w naprędce zbudowanej kaplicy, a kilka lat później zaczęli budować wzgórze, aby w jakiś szczególny sposób uhonorować to znalezisko. Tak powstała góra nazwana Phnom Daun Penh (Góra Pani Penh). Jest to sztucznie usypane wzgórze górujące nad miastem, które ma 27 metrów wysokości. Również w początkach XVII wieku, kiedy świątynia została rozbudowana, został dobudowany klasztor Wat Phnom. Na wzgórzu tym byli chowani wielcy dostojnicy państwowi i królowie khmerscy.

## Miasta partnerskie
- Stany Zjednoczone: Long Beach, Lowell, Providence
- Laos: prowincja Savannakhét
- Mjanma: Mandalaj
- Korea Południowa: Pusan